# 🛤️
🛤  is een teken uit de Unicode-karakterset dat een spoorlijn voorstelt. Deze emoji is in 2014 geïntroduceerd met de Unicode 7.0-standaard.

## Betekenis

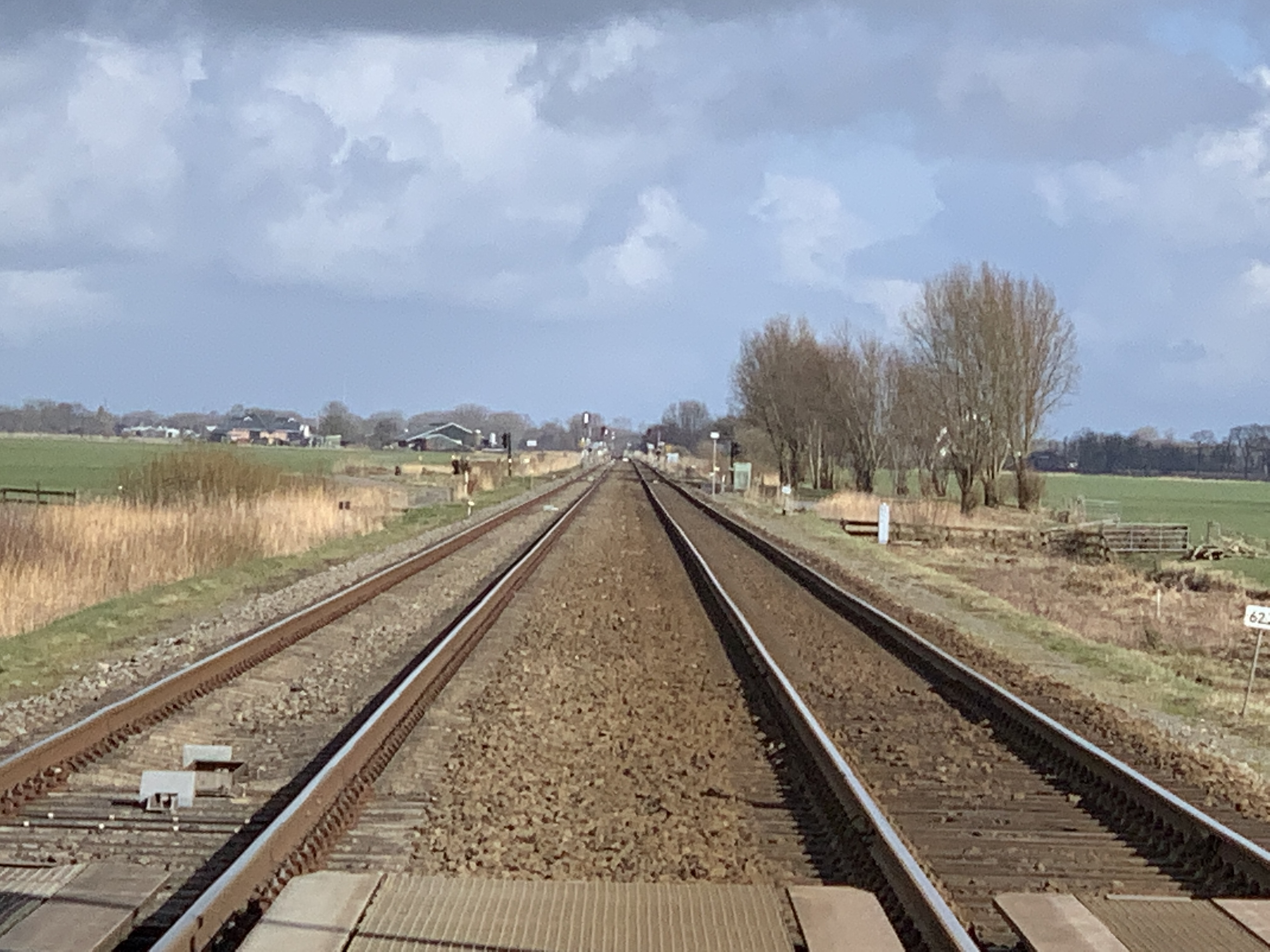
Spoorbaan, net buiten Grijpskerk

Deze emoji geeft een spoorbaan in een landschap weer. De Unicode aanvraag deelt deze emoji in in de sectie "gebouwen en kaartsymbolen", en verwijst naar een potentieel gebruik op landkaarten en GIS-systemen om een spoorweg mee aan te geven.

## Codering

De Twemoji-implementatie

### Unicode
In Unicode vindt men de 🛤 onder de code U+1F6E4  (hex).Het teken komst standaard in tekstmodus, maar als dit karakter gecombineerd wordt met het controlekarakter U+FE0F zal het grafisch worden weergegeven als 🛤️. (U+1F43F U+FE0F (hex))

### HTML
In HTML kan men in hex de volgende code gebruiken: &#x1F6E4; voor de monochrome tekst-versie, en &#1F6E4;&#1FE0F; voor de grafische versie.

### Shortcode
In software die shortcode ondersteunt zoals Slack en GitHub kan het karakter worden opgeroepen met de code :railway_track:.

### Unicode-annotatie
De Unicode-annotatie voor toepassingen in het Nederlands (bijvoorbeeld een Nederlandstalig smartphonetoetsenbord) is treinspoor. De emoji is ook te vinden met de sleutelwoorden
spoor en trein.